# Coprinellus ephemerus
Coprinellus ephemerus es una especie de hongo en la familia Psathyrellaceae. Fue descrito por primera vez como Agaricus ephemerus en 1786 por el micólogo francés Jean Baptiste François Pierre Bulliard, posteriormente fue transferido al género Coprinellus en 2001.